# Ваня Гешева
Ваня Атанасова Гешева е българска състезателка по кану-каяк в дисциплината каяк.

## Биография
Родена е на 6 април 1960 г. в с. Брестовица, Пловдивско. Учи в Спортно училище „Васил Левски“ в град Пловдив. Тренира кану-каяк при треньора Надежда Василева. Печели първия си бронзов медал на Световно първенство още през 1977 година в двойка каяк, когато е само на 17 години. Година по-късно има сребърен медал от четворка каяк.
В националния отбор треньор последователно е Недялко Петров и Дамян Дамянов. Вицешампион от летните олимпийски игри в Москва през 1980 г. в дисциплината едноместен каяк. Печели сребърен медал от Световното първенство в Тампере (1983). Световен шампион от Монреал през 1986 г.
Олимпийска шампионка на едноместен каяк от игрите в летните олимпийски игри в Сеул през 1988 г.. От същата олимпиада тя печели и сребърен медал на каяк К-2, както и бронзов на каяк К-4. Ваня Гешева е единственият спортист в историята на България, който печели златен, сребърен и бронзов медал за една Олимпиада.
След приключване на спортната си кариера работи в системата на МВР. Инспектор в Детска педагогическа стая. Служител Центъра по бойна подготовка и спорт на МВР.
Председател е на Спортен клуб по кану-каяк „Левски“. Член на Управителния съвет на Българската федерация по кану-каяк и на Спортен клуб по кану-каяк „Левски“. Председател на Българската асоциация на спортистите олимпийци и член на Изпълнителното бюро на БОК.